# Chris Robshaw

a Compétitions nationales et continentales officielles uniquement.

b Matchs officiels uniquement.
Dernière mise à jour le 4 décembre 2022.
Christopher Denis C. Robshaw dit « Chris Robshaw », né le 4 juin 1986 à Redhill (Angleterre), est un joueur international anglais de rugby à XV évoluant au poste de troisième ligne aile (1,88 m pour 110 kg). Il joue avec le club des Harlequins en Premiership de 2005 à 2020, ainsi qu'en équipe d'Angleterre de 2009 à 2018. Il a terminé sa carrière au club Legion de San Diego aux États-Unis.
Il fut notamment le capitaine du XV de la Rose du Tournoi des Six Nations 2012 à la Coupe du monde 2015 en Angleterre. Il a également remporté le Tournoi des Six Nations 2016.

## Biographie

### Débuts avec les Harlequins et premières sélections avec l'Angleterre (2006-2010)
Chris Robshaw fait ses débuts au rugby à XV à l'âge de sept ans avec l'équipe de Warlingham RFC tout en suivant ses études à la Cumnor House School. Il rejoint ensuite l'école de Millfield et devient capitaine de l'équipe première de rugby. Ses bonnes prestations lui permettent de rejoindre l'équipe d'Angleterre des moins de 18 ans. Il s'engage alors avec l'équipe londonienne des Harlequins avec qui il commence une carrière professionnelle. Il joue son premier match le 2 janvier 2006 en RFU Championship (à l'époque National Division One) contre le Birmingham and Solihull Rugby Football Club à qui il marque deux essais. Cette même année, il est sélectionné avec l'équipe d'Angleterre des moins de 21 ans pour jouer le Tournoi des Six Nations et la Coupe du monde.
Il fait ses débuts en Premiership lors de la saison 2007-2008 lors du match contre les London Irish s'inscrivant dans le cadre du London double header. Rapidement, il devient un titulaire indiscutable des Harlequins grâce à un niveau de jeu en progression constante. Il réalise une très bonne saison en 2008-2009 : il atteint les play-off avec son club et est élu meilleur joueur de la saison. Sa belle saison est récompensée par une sélection dans le groupe des internationaux anglais devant affronter les Barbarians et l'équipe d'Argentine. Il honore donc sa première cape le 13 juin 2009 contre les Pumas.

### Champion d'Angleterre et capitaine du XV de la Rose (2011-2014)

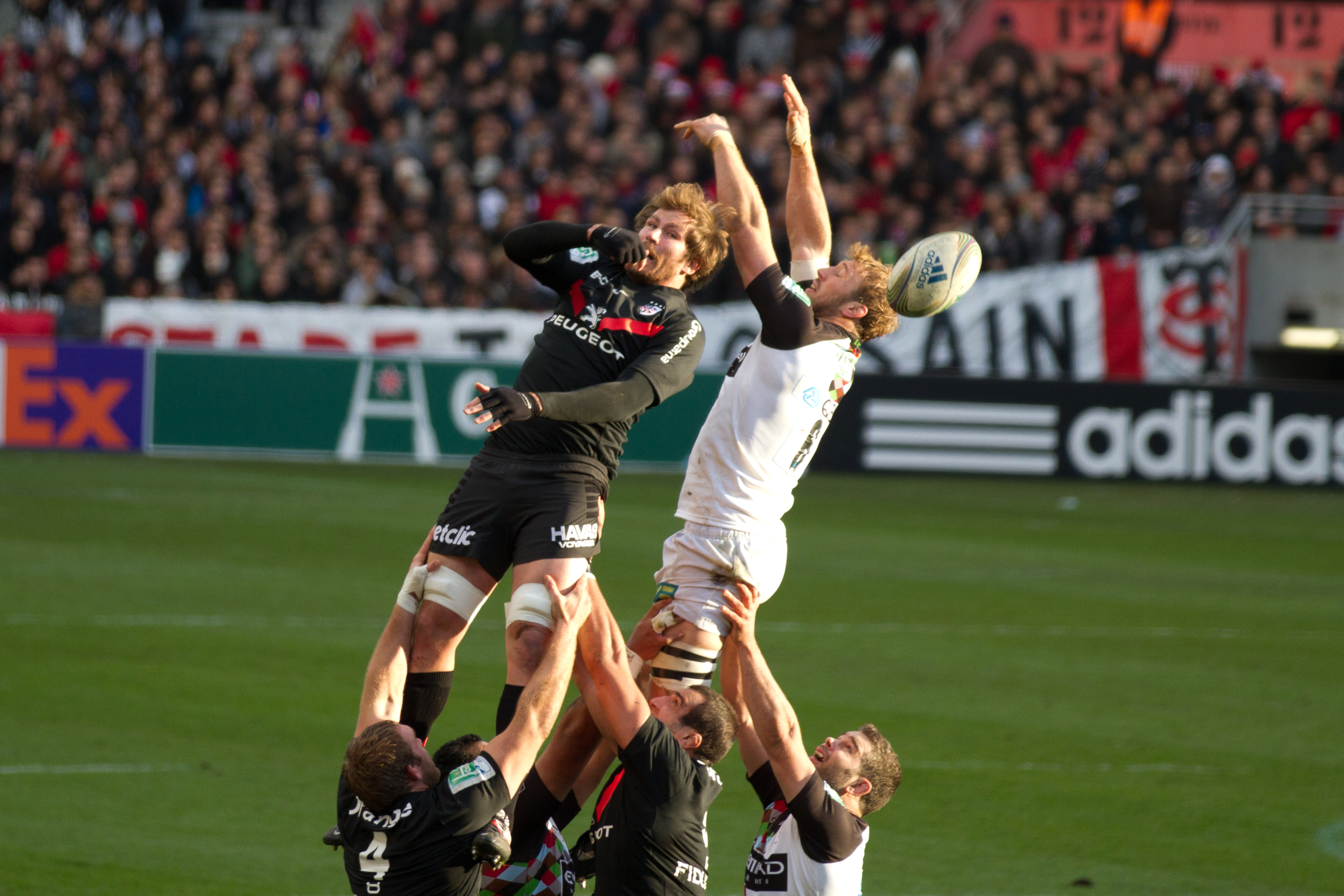
Chris Robshaw, ici en 2011, au duel en touche face à Shaun Sowerby.

En 2011, à la suite d'une Coupe du monde en demie teinte du XV de la Rose, le nouveau sélectionneur Stuart Lancaster rajeunit son effectif et intronise Robshaw capitaine, en dépit de sa relative inexpérience. L'Angleterre, tenante du titre mais annoncée mal en point, finit le Tournoi à la seconde place, battant la France à Paris et ne s'inclinant que face au pays de Galles, qui terminera vainqueur de l'édition auréolé du Grand Chelem.
Il remporte le Championnat d'Angleterre 2011-2012, la finale est gagnée contre Leicester Tigers 30-23, il marquera même un essai à la 56e minute. En décembre 2012, l'Angleterre menée par Robshaw inflige à la Nouvelle-Zélande une défaite historique à Twickenham. Les All Blacks s'inclinent pour la seule fois de l'année, sur le score sans appel de 38 à 21.
Il marque son premier essai avec l'Angleterre lors de la victoire 20-13 contre l'Australie en test match le 2 novembre 2013. Il marque son deuxième essai contre l'Italie lors de la dernière journée du Tournoi des Six Nations 2014.

### Saison décevante en championnat et première Coupe du monde ratée (2014-2015)

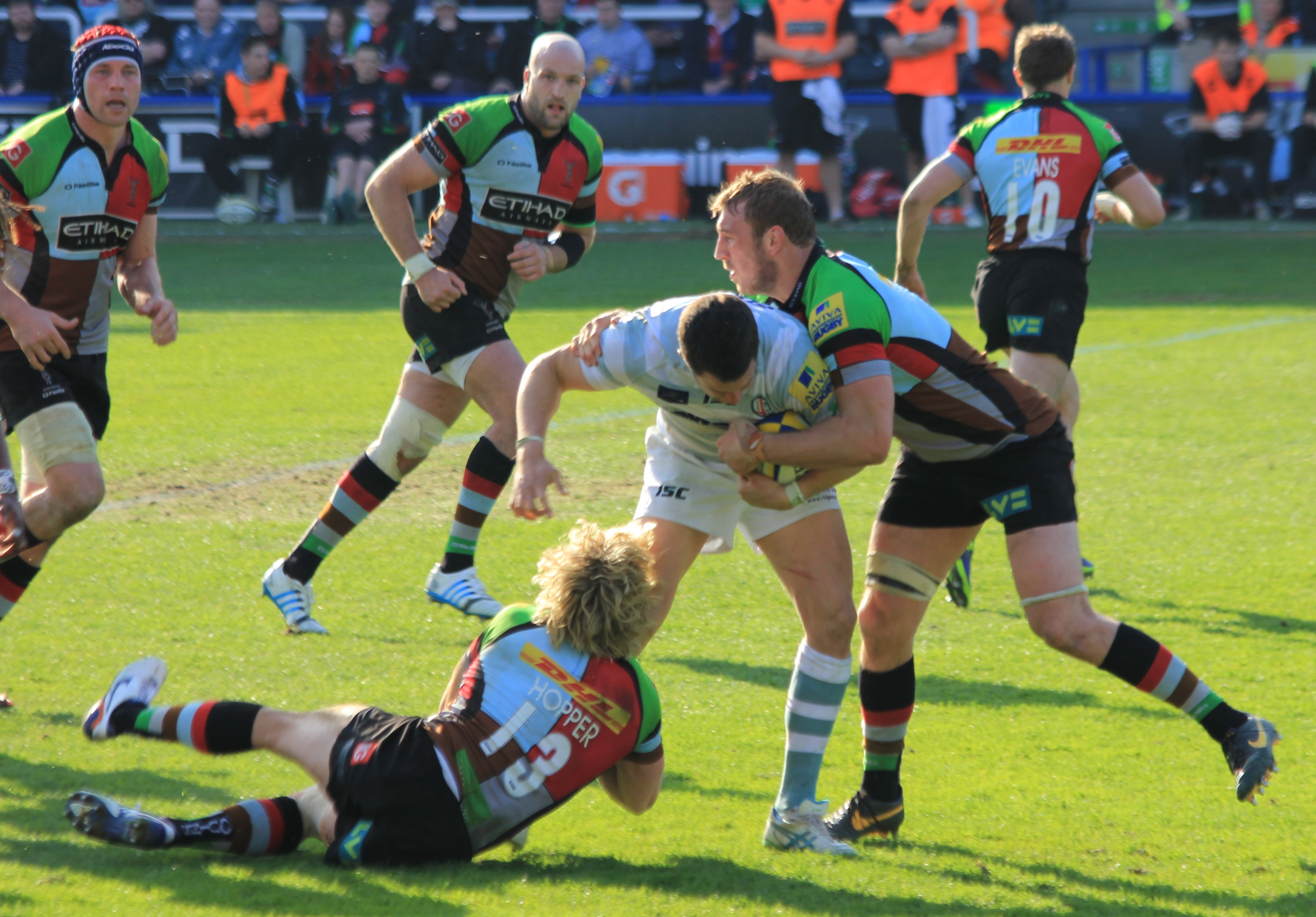
Robshaw plaque Fergus Mulchrone avec les Harlequins.

Lors du Tournoi des Six Nations 2015 il joue tous les matchs en entier. L'Angleterre gagne son premier match de la compétition face au pays de Galles sur le score de 21-16, match durant lequel il plaque à 26 reprises. Lors de la dernière journée, l'Angleterre doit battre la France par 27 points d'écart pour remporter le tournoi, le score final sera 55-35 pour les Anglais, il manque donc 7 points pour remporter le tournoi, c'est donc l'Irlande qui est championne d'Europe.
En club, il termine la saison à la 8e place, de ce fait que les Harlequins ne sont pas qualifiés pour la prochaine Coupe d'Europe. En Coupe d'Europe, les Harlequins se retrouve dans un groupe avec le Leinster, les Wasps et Castres. Les Harlequins terminent 3e du groupe et ne sont donc pas qualifiés pour les quarts de finale.
Il est le capitaine de l'Angleterre pour la Coupe du monde 2015. Le match d'ouverture est remporté par les Anglais face aux Fidji 35-11. Le deuxième match est un choc face au pays de Galles, longtemps l'Angleterre mène mais elle craque à la fin du match en encaissant un essai à la 71e minute puis une pénalité à la 75e. À 3 minutes de la fin du match, l'Angleterre obtient une pénalité sur la ligne des 22 près de la touche, Robshaw décide de taper en touche au lieu de tirer la pénalité pour obtenir le match nul. L'Angleterre ne parvient pas à marquer et perd le match sur le score de 28-25. Le lendemain dans la presse, Chris Robshaw sera très critiqué pour son choix et sera désigné coupable de la défaite de la veille. L'Angleterre est dans l'obligation de gagner contre l'Australie pour espérer se qualifier pour les quarts de finale, chose qui n'arrive pas puisqu'elle perd 33-13. Le dernier match est remporté 60-3 face à l'Uruguay, l'Angleterre termine donc "sa" Coupe du Monde à la troisième place du groupe de la mort.

### Après Coupe du Monde, première victoire dans le Six Nations et départ des Harlequins (2015-2020)
Après la Coupe du Monde, Chris Robshaw fait son retour avec son club des Harlequins face à Bath le 31 octobre avec une victoire 38-28, il joue l'intégralité du match tout comme la semaine suivante lors de la victoire contre les Sale Sharks. Il marque son premier essai de la saison lors du match de Challenge Cup face à Montpellier (victoire 41-18). Les Quins terminent premiers de la poule, seul point noir, une défaite face à Montpellier lors de la dernière journée sur le score de 42 à 12. Juste avant le Six Nations, Robshaw livre une très bonne performance lors de la victoire des Harlequins face à Worcester (24-20) et est élu homme du match.
Pour le Tournoi des Six Nations 2016, le nouveau sélectionneur Eddie Jones annonce qu'il ne sera plus le capitaine de la sélection au profit de Dylan Hartley. Le Tournoi débute par une victoire difficile de l'Angleterre face à l'Écosse sur le score de 15 à 9. Lors de la deuxième journée, les Anglais étrillent les Italiens chez eux sur le score de 40 à 9 et remportent une victoire précieuse face à l'Irlande (21-10) pour leur retour à Twickenham depuis la Coupe du Monde. Ils prennent leurs revanche face aux gallois lors de la cinquième journée en remportant le match sur le score de 25 à 21. L'Angleterre termine son tournoi par une victoire 31-21 face à la France, synonyme de Grand Chelem pour le XV de la Rose. Le Tournoi de Robshaw est une réussite.
De retour en Challenge Cup, les Harlequins battent les London Irish en quart sur le score de 38-30 puis Grenoble en demi sur le score de 30 à 6. Cependant, les Quins chutent en finale face à Montpellier dans le Parc Olympique lyonnais sur le score de 26 à 19. En championnat, Robshaw et les Harlequins terminent à une modeste 7e place et ne parviennent pas à se qualifier pour la Coupe d'Europe la saison suivante.
Robshaw part en tournée d'été avec l'Angleterre pour défier l'Australie dans une série de trois tests matchs. Il reforme la troisième ligne qu'il avait formé pendant le Tournoi 2016 avec James Haskell et Billy Vunipola. La Tournée est une vraie réussite puisque l'Angleterre remporte ses trois tests (39-28 ; 23-7 ; 44-40), Robshaw réalise une tournée de grande classe avec notamment une prestation phénoménale lors du deuxième test, il est élu homme du match.
Lors de la saison 2019-2020, les Quins terminent à la 6e place de Premiership et ne participent donc pas aux phases finales. En Coupe d'Europe, ils ne parviennent pas à sortir de leur poule. Ils vont tout de même en finale de Coupe d'Angleterre, Robshaw est titulaire, mais ils s'inclinent face aux Sale Sharks. Chris Robshaw quitte les Harlequins à la fin de cette saison, qui est tronquée par la pandémie de Covid-19, la saison se termine plus tard que d'habitude.

### Départ aux États-Unis et fin de carrière (2020-2022)
Il s'engage avec le club de San Diego Legion qui évolue en Major League Rugby, pour les saisons 2021 et 2022.
Lors de sa première saison avec son nouveau club, ils ne parviennent pas à se qualifier pour les phases finales. La deuxième saison n'est pas une franche réussite également, mais ils réussissent à se qualifier pour les barrages de la conférence Ouest dû à l'exclusion des Gilronis d'Austin et des Giltinis de Los Angeles des phases finales pour violation du Salary Cap. Ils sont éliminés dès leur premier match de barrages contre les Seawolves de Seattle.
Il annonce sa retraite le 21 octobre 2022.

## Vie privée
Chris Robshaw est en couple avec la chanteuse Néo-Zélandaise Camilla Kerslake. Ils se sont mariés en France le 29 juin 2018.

## Statistiques en équipe nationale
- 66 sélections (66 fois titulaire)
- 10 points (2 essais)
- 42 fois capitaine depuis le 4 février 2012
- Sélections par année : 1 en 2009, 11 en 2012, 8 en 2013, 12 en 2014, 11 en 2015, 12 en 2016, 4 en 2017 et 7 en 2018
- Tournois des Six Nations disputés : 2012, 2013, 2014, 2015, 2016 et 2018.

En Coupe du monde :
- 2015 : 4 sélections (Fidji, le pays de Galles, Australie, Uruguay).

Il a obtenu sa première cape internationale le 13 juin 2009 à l’occasion d’un match contre l'équipe d'Argentine à Salta (Argentine). Il devient le capitaine de l'équipe pour son deuxième match après la prise de fonction de Stuart Lancaster à la tête de l'équipe d'Angleterre. Son premier match en tant que capitaine est contre les Écossais à Murrayfield lors du premier match du Tournoi des Six Nations 2012, le match se conclut par une difficile victoire des Anglais 13 à 6. Il joue son dernier match pour le XV de la Rose le 23 juin 2018 contre l'Afrique du Sud au Cap.
| Édition         | Rang   | Résultats Angleterre | Résultats Robshaw | Matchs Robshaw |
| --------------- | ------ | -------------------- | ----------------- | -------------- |
| Angleterre 2015 | Poules | 3 v, 0 n, 2 d        | 3 v, 0 n, 2 d     | 4/4            |

Légende : v = victoire ; n = match nul ; d = défaite.
| Édition          | Rang | Résultats Angleterre | Résultats Robshaw | Matchs Robshaw |
| ---------------- | ---- | -------------------- | ----------------- | -------------- |
| Six nations 2012 | 2    | 4 v, 0 n, 1 d        | 4 v, 0 n, 1 d     | 5/5            |
| Six nations 2013 | 2    | 4 v, 0 n, 1 d        | 4 v, 0 n, 1 d     | 5/5            |
| Six nations 2014 | 2    | 4 v, 0 n, 1 d        | 4 v, 0 n, 1 d     | 5/5            |
| Six nations 2015 | 2    | 4 v, 0 n, 1 d        | 4 v, 0 n, 1 d     | 5/5            |
| Six nations 2016 | 1    | 5 v, 0 n, 0 d        | 5 v, 0 n, 0 d     | 5/5            |
| Six nations 2018 | 5    | 2 v, 0n, 3 d         | 2 v, 0n, 3 d      | 5/5            |

Légende : v = victoire ; n = match nul ; d = défaite ; la ligne est en gras quand il y a Grand Chelem.

## Palmarès

### En club
- Vainqueur du Challenge européen en 2011.
- Vainqueur de la Premiership en 2012.
- Vainqueur du RFU Championship en 2006.
- Vainqueur de la Coupe anglo-galloise en 2013.

### En équipe nationale
- Vainqueur de la Triple Couronne en 2014.
- Tournoi des Six Nations 2016.

### Distinctions personnelles
- Premiership Player of the Season en 2009 et 2012[15]